# Euoplocefal
Euoplocefal (Euoplocephalus) – rodzaj wymarłych gadów z rodziny ankylozaurów . 
Dinozaur zamieszkujący tereny dzisiejszej Ameryki Północnej, USA (Montana) i Kanady (Alberta).
Obejmuje 1 znany nam gatunek i 1 prawdopodobny:
- Euoplocephalus tutus - Lambe, 1910
- Euoplocephalus acutosquameus? - ?, ?

## Dane podstawowe

### Wymiary średnie
długość: ok. 7 m

wysokość: ok. 1,8 m

masa: ok. 2 t.

### Inne informacje
pożywienie: nisko rosnące rośliny zielne

okres występowania: późna kreda, ok. 70 mln lat temu

środowisko życia: lasy ubogie w drzewa, łąki, półpustynie oraz lasy iglaste

rozród: jajorodny, jaja owalne, składane w odstępach ok. 6 cm, zakopywane

gniazdo: na półpustyniach i łąkach

tryb życia: samotny czasami dołączał do ankylozaurów, prawdopodobnie opieka nad potomstwem

## Opis
Euoplocefal zamieszkiwał głównie lasy. Był ciężko opancerzonym dinozaurem, zbrojnym w kostne guzy i płyty. Pasy pancernych tarczek opasywały jego grzbiet. Cztery rogi osłaniały kark, a wzdłuż grzbietu sterczały kolce. Zagrożony zapewne odganiał od siebie wrogów wymachując kostną buławą na końcu ogona, ważącą ok. 50 kg.

### Znaczenie nazwy
dobrze opancerzona głowa
eúoplos – dobrze uzbrojony
kephalé – głowa

Synonim:
Stereocephalus

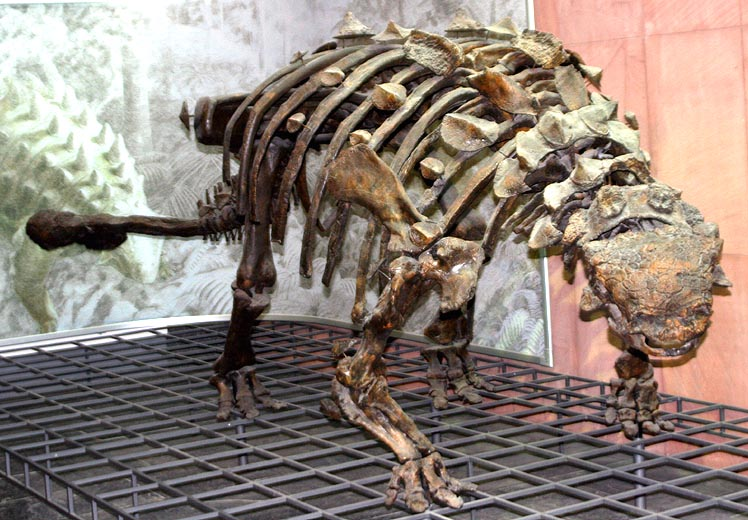
Szkielet euoplocefala (Senckenberg Museum, Frankfurt)
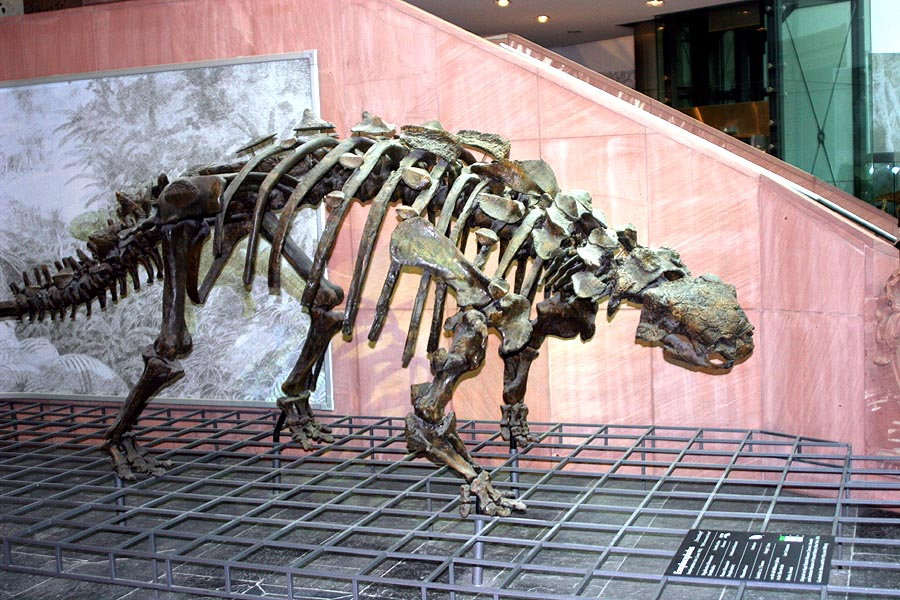
Szkielet euoplocefala (Senckenberg Museum, Frankfurt)
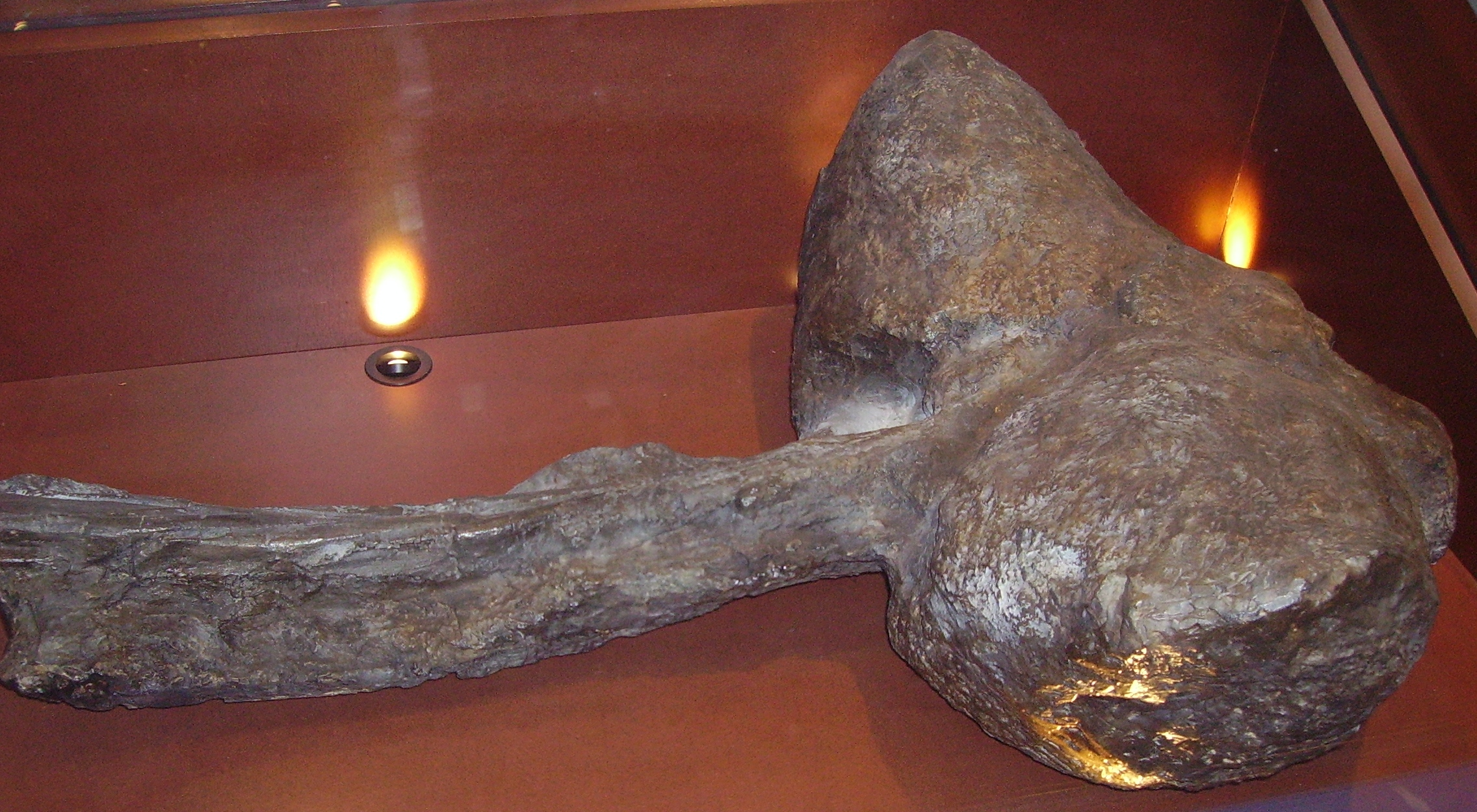
Skamieniałość kostnej buławy z końca ogona
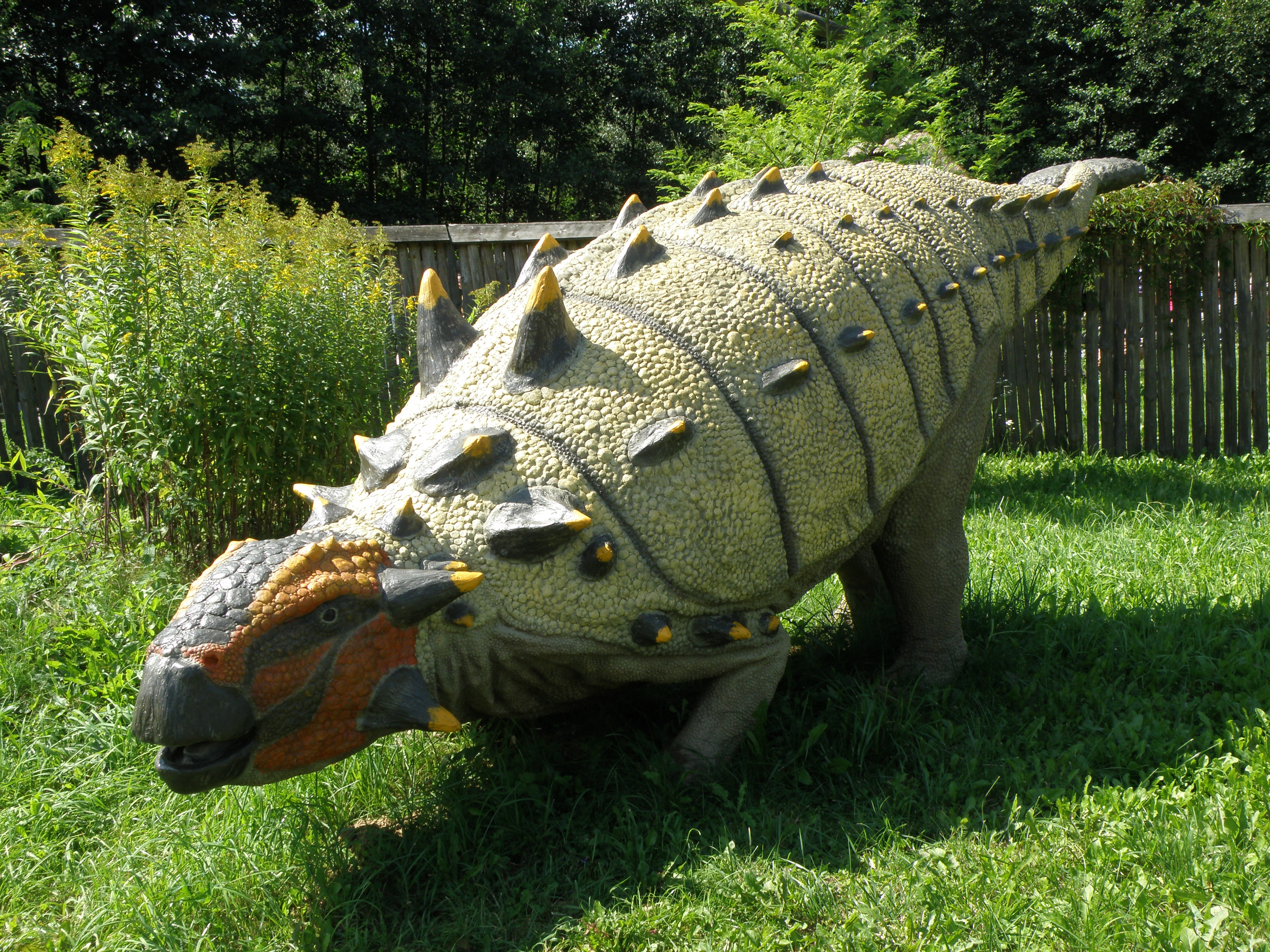
Euoplocefal (JuraPark w Bałtowie)